# 802 до н. е.

## Події
Цар Ассирії Адад-нірарі III захопив Дамаск і підкорив усю Сирію, проте утримати там владу не зміг.

### Астрономічні явища
- 30 січня. Гібридне сонячне затемнення.[1]
- 26 липня. Кільцеподібне сонячне затемнення.[1]